# Krasnosilka, Ciudniv
Krasnosilka (în ucraineană Красносілка) este localitatea de reședință a comunei Krasnosilka din raionul Ciudniv, regiunea Jîtomîr, Ucraina.

## Demografie
Componența lingvistică a localității Krasnosilka
     Ucraineană (99,04%)
     Alte limbi (0,96%)
Conform recensământului din 2001, majoritatea populației localității Krasnosilka era vorbitoare de ucraineană (99,04%), existând în minoritate și vorbitori de alte limbi.

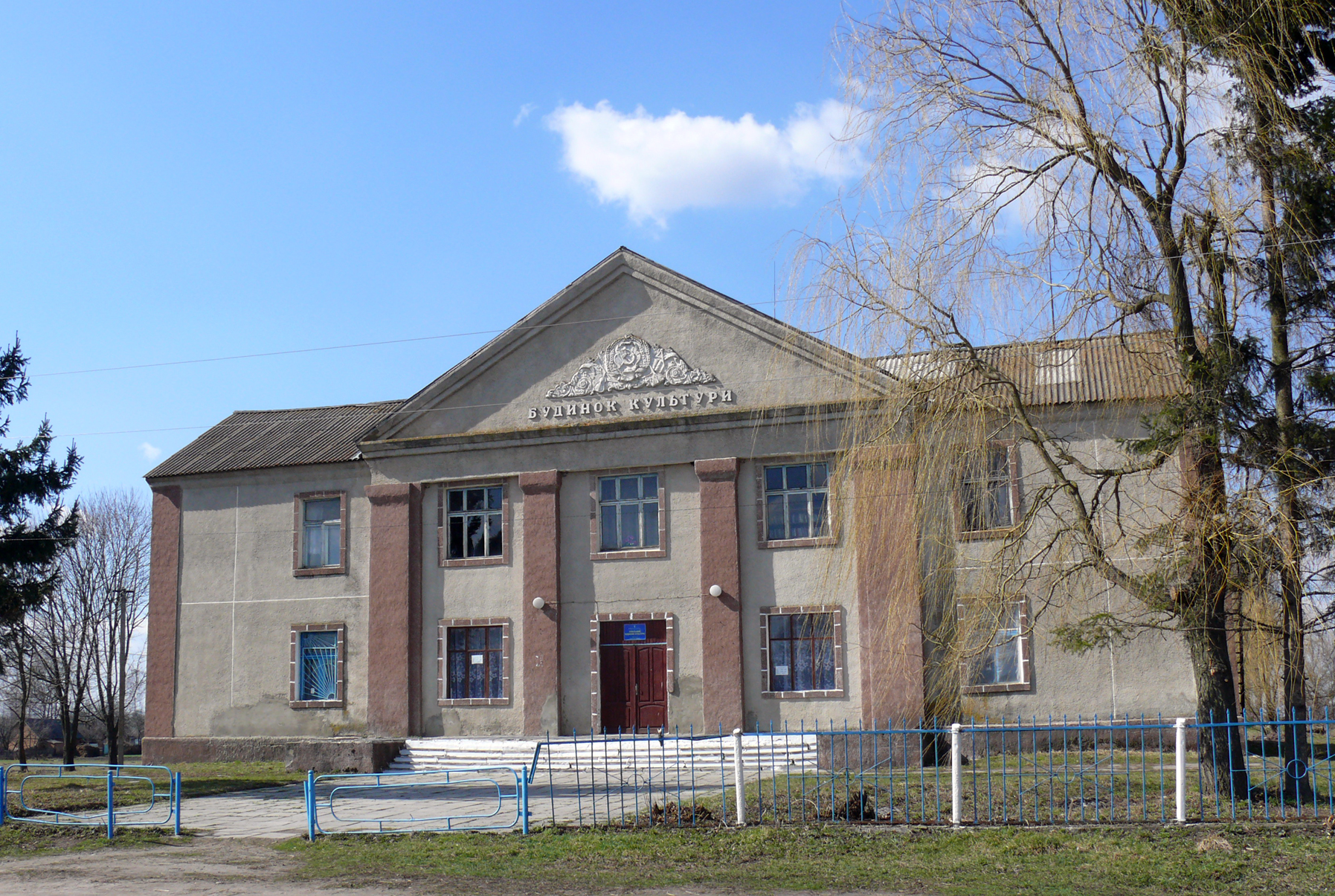
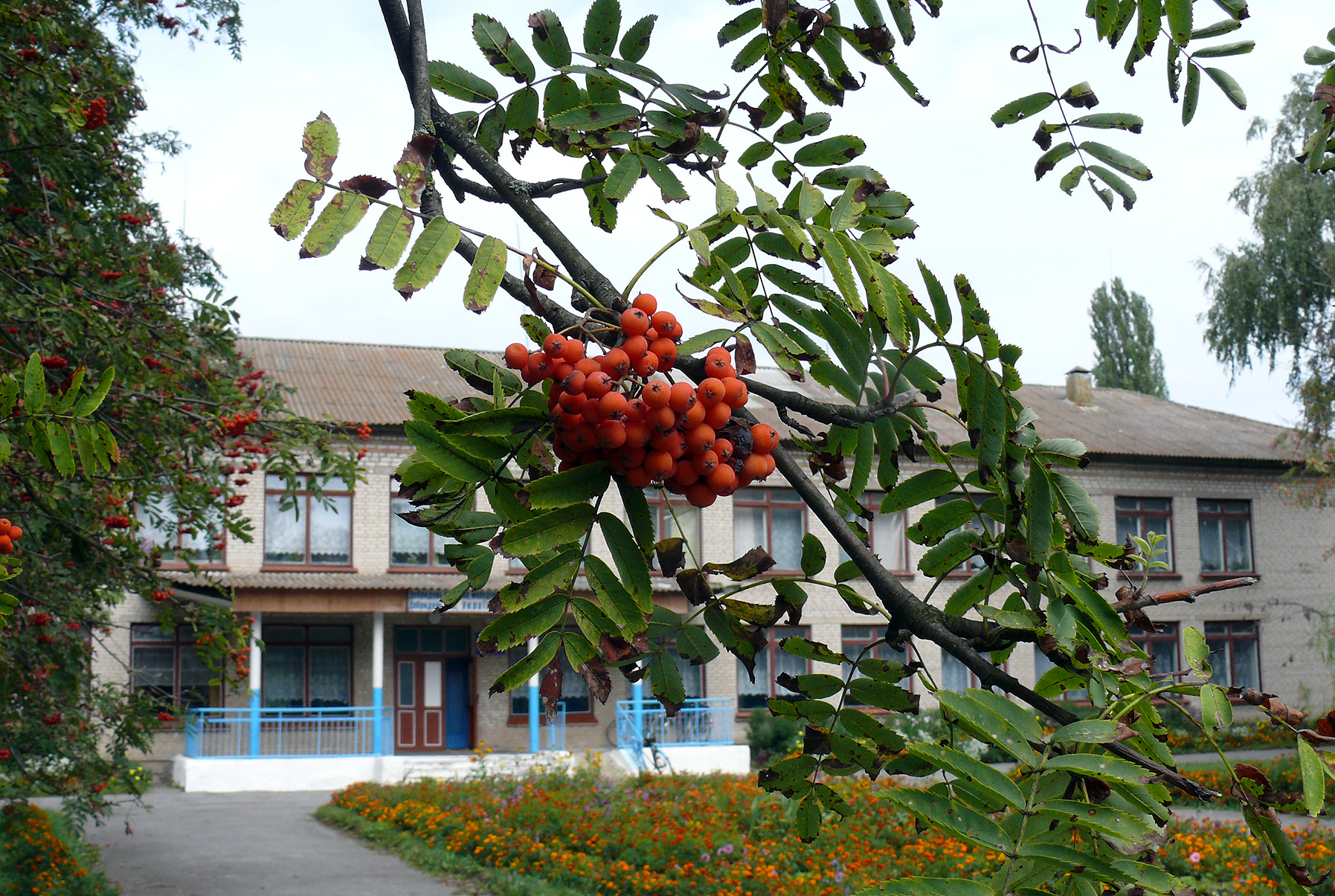
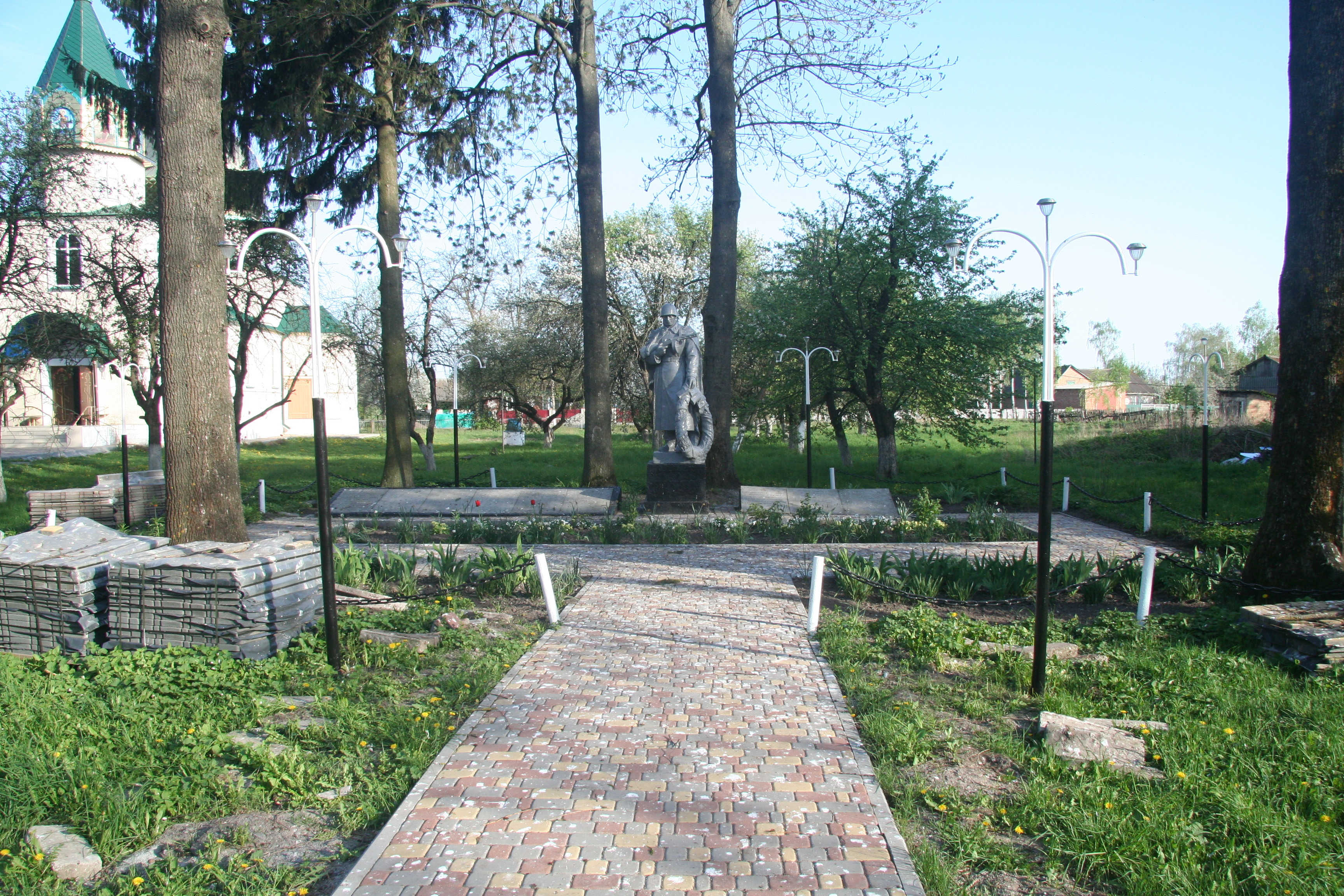
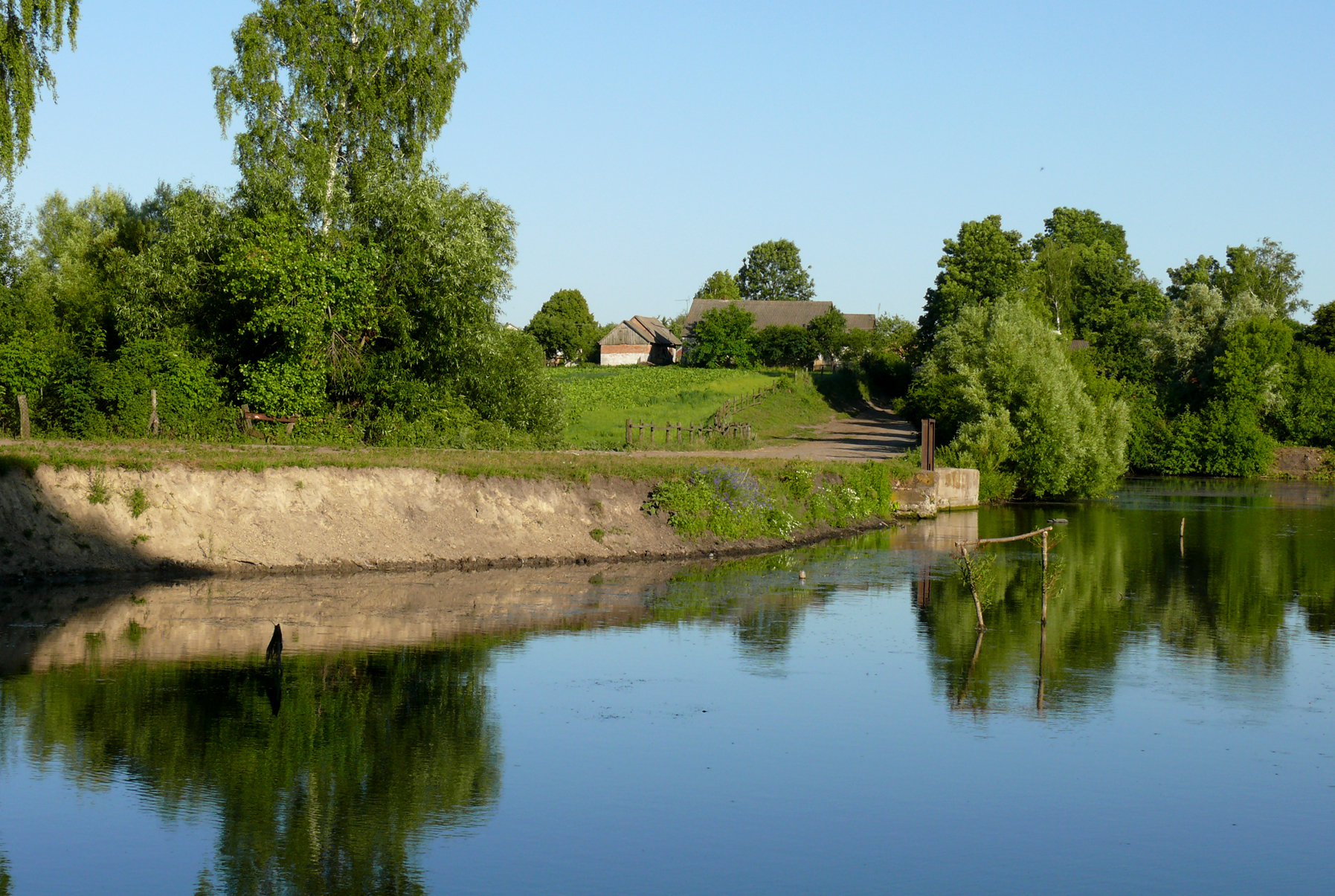
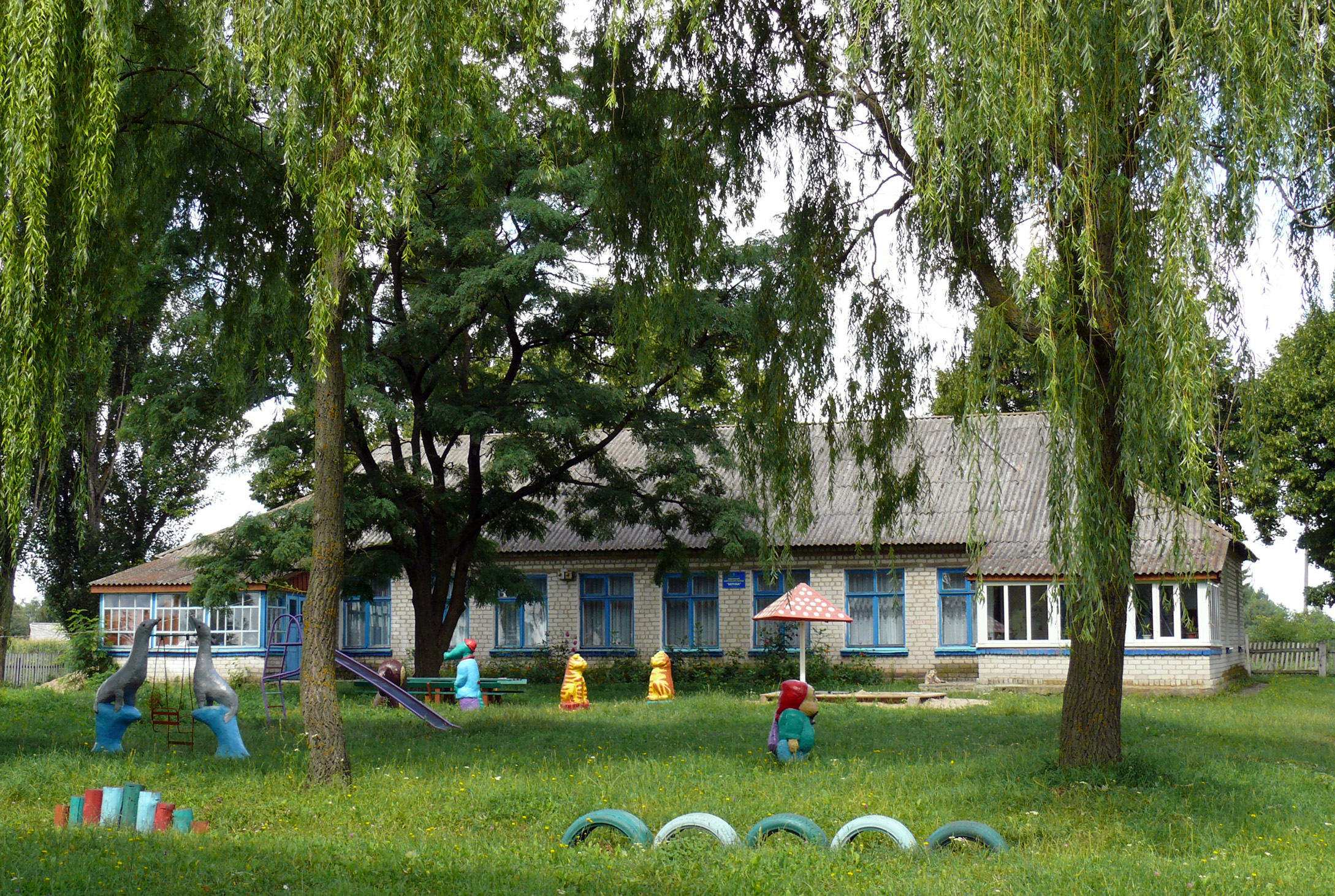
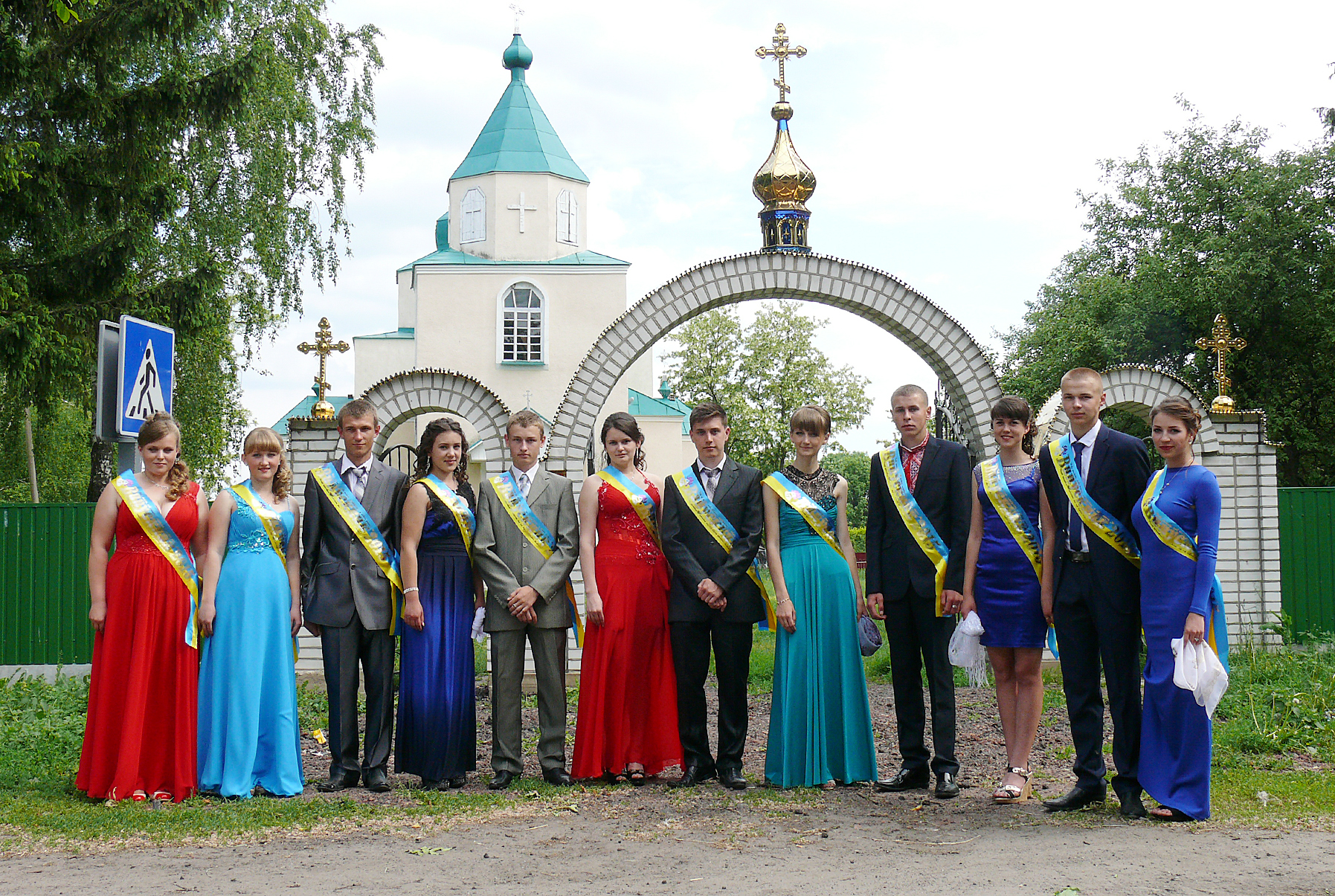
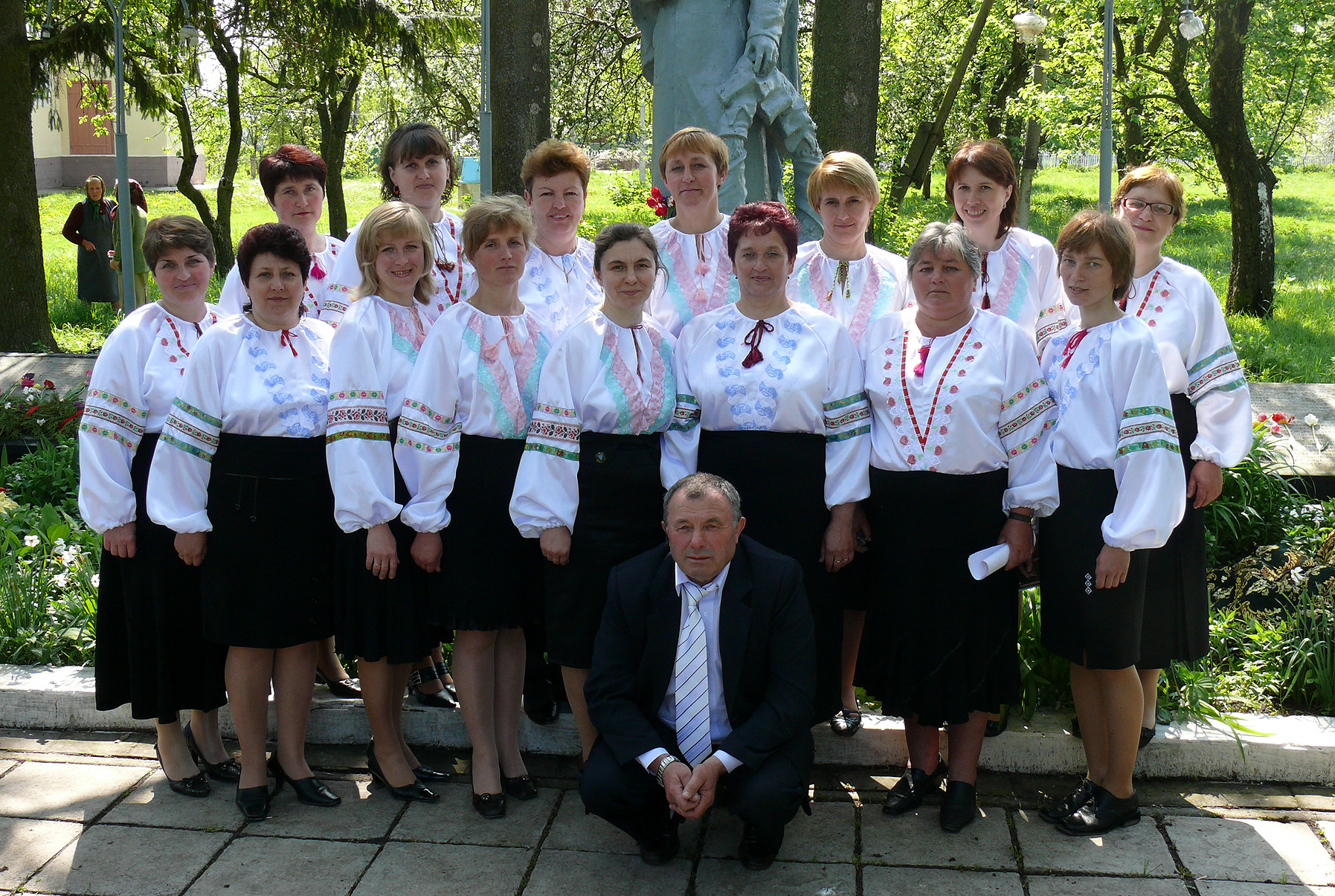
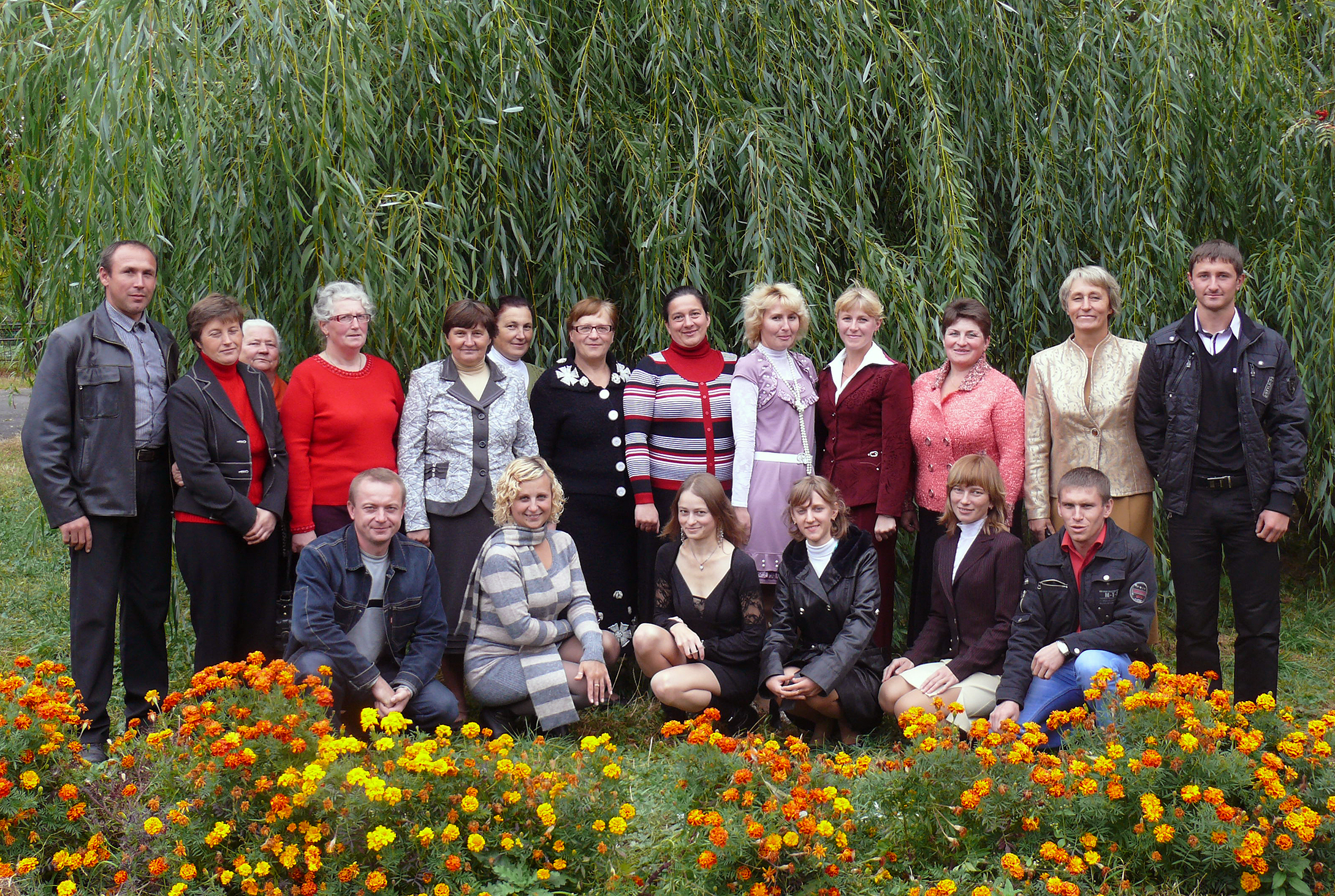
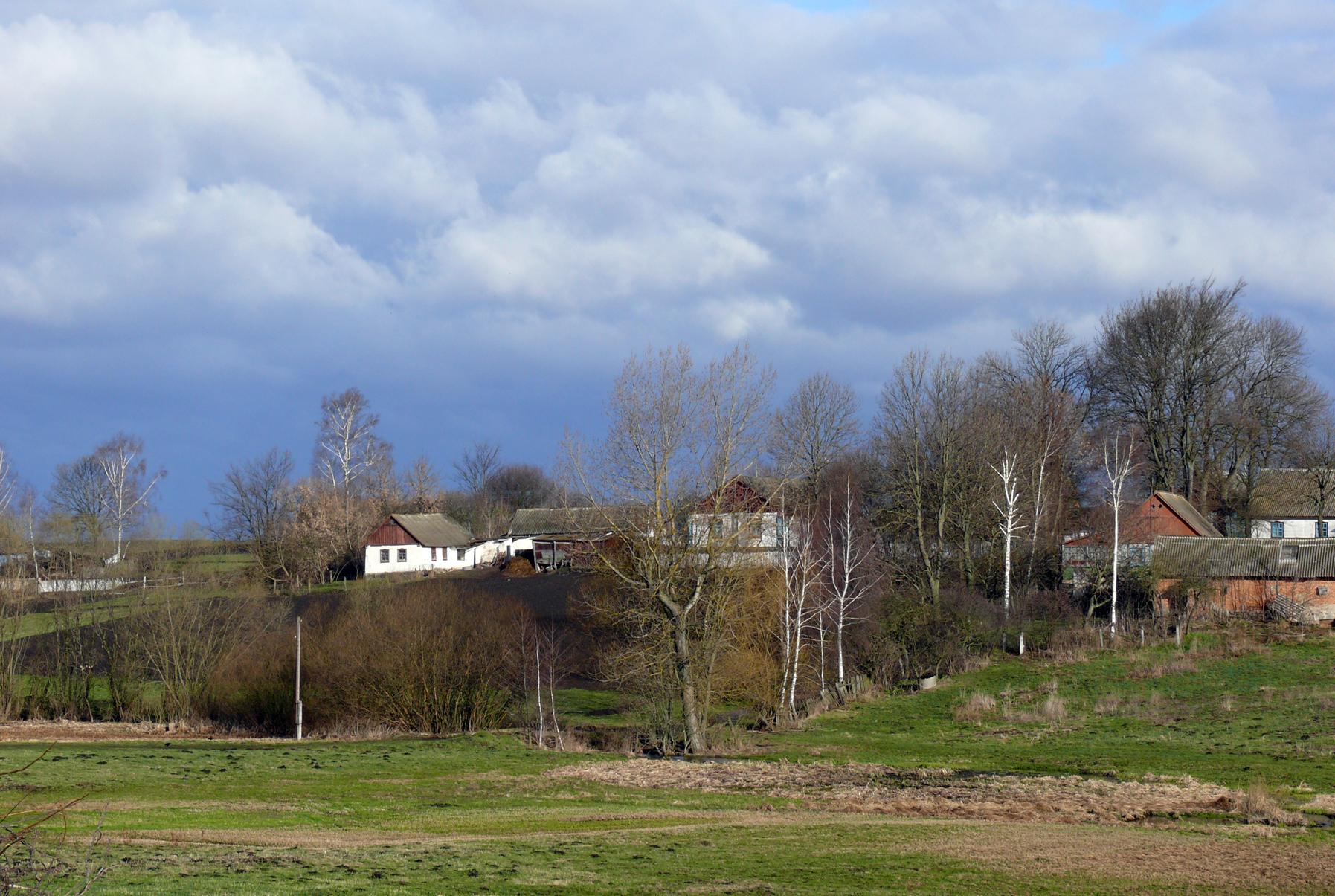